# Conopalpus testaceus
Conopalpus testaceus là một loài bọ cánh cứng trong họ Melandryidae. Loài này được Olivier miêu tả khoa học năm 1790.